# Charles Marchal (homme politique)
Pour les articles homonymes, voir Charles Marchal et Marchal.
Charles-François Marchal, né à Koléa (Algérie) le 13 novembre 1849 et mort le 25 mars 1914 dans le 8e arrondissement de Paris, est un journaliste et homme politique français.

## Biographie
Issu d'une famille de colons d'origine lorraine, Charles Marchal étudie au lycée d'Alger puis à la faculté de droit d'Aix, dont il sort diplômé d'une licence en droit. Engagé volontaire pendant la guerre de 1870, il prend part à la campagne de Kabylie de 1871. Il se lance ensuite dans le journalisme : après avoir fondé La Jeune République à Alger, il crée en 1878 Le Petit Colon, premier quotidien d'Algérie à cinq centimes, qu'il dirige pendant plus de vingt ans tout en collaborant à plusieurs autres titres d'Afrique du Nord ou de métropole.
Élu conseiller général du canton d'Affreville en 1879 (puis de Blida en 1898) et nommé délégué au Conseil supérieur de l'Algérie, Marchal se présente comme candidat « radical antijuif » (alors qu'il défendait les droits civiques des juifs douze ans plus tôt) dans la 2e circonscription d'Alger lors des élections législatives de 1898. Favorisé par une violente agitation antijuive, il est élu dès le premier tour avec 6 690 voix et 53 % des votants face à l'ancien sénateur opportuniste Alexandre Mauguin (4 351 voix) et loin devant un autre radical, Gueirouard (1 341 voix).
Membre du groupe antijuif d'Édouard Drumont (lui aussi élu dès le premier tour en Algérie) puis du groupe de la Défense nationale de Georges Berry, Marchal réclame notamment l'abrogation du décret Crémieux. Il s'éloigne cependant très vite de Drumont, de Max Régis et de Jules Guérin.
Aux législatives de 1902, il est battu au second tour par le progressiste de gauche Émile Begey (par 7 561 voix contre 3.826).